# Boom econômico dos Estados Unidos na década de 1990
Boom econômico dos Estados Unidos na década de 1990 foi um período de alto crescimento econômico nos Estados Unidos em que a economia cresceu por 10 anos seguidos ou 120 meses seguidos sem parar; esse crescimento começou após o fim da recessão do inicio dos anos 90, em Março de 1991, no governo do presidente George H.W. Bush e terminou com a recessão do início dos anos 2000 em Março de 2001; durante esse período a taxa de desemprego caiu bastante passando de 6,8% de março de 1991 para 4,3% em março de 2001 e também durante esses 10 anos de crescimento econômico os Estados Unidos criaram mais de 24 milhões de empregos, uma média de 200 mil empregos ao mês, tendo sido a taxa de desemprego mais baixa da historia americana.
Durante esta época (1991-2001) o PIB dos EUA saltou de US$ 8,8 trilhões no inicio de 1991 para US$ 12,6 trilhões no inicio de 2001 e a renda per capita saltou de US$ 23,443 em 1991 para US$ 35,912 em 2001; o preço do barril do petróleo custava US$ 23,00 em 1991 e passou para US$ 12,00 em 1998.
Foi a mais longa expansão econômica da história dos EUA e durou 10 anos, tendo se iniciado em março de 1991 e acabado em março de 2001. Este grande crescimento ajudou o então presidente Bill Clinton a conseguir uma grande popularidade.

## Motivos para o grande crescimento

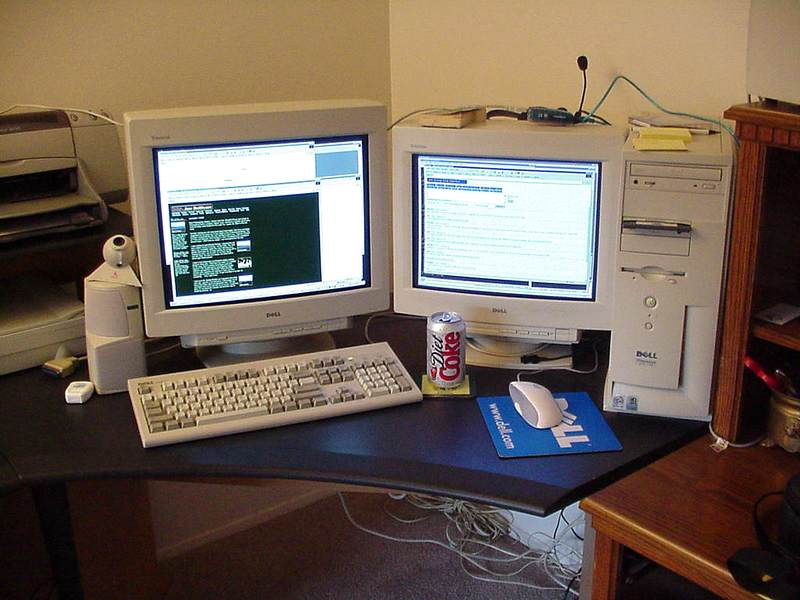
A internet foi um dos grandes pilares do alto crescimento econômico do Estados Unidos na década de 1990, muitas grandes empresas do ramo como o Google e o Yahoo surgiram neste período.

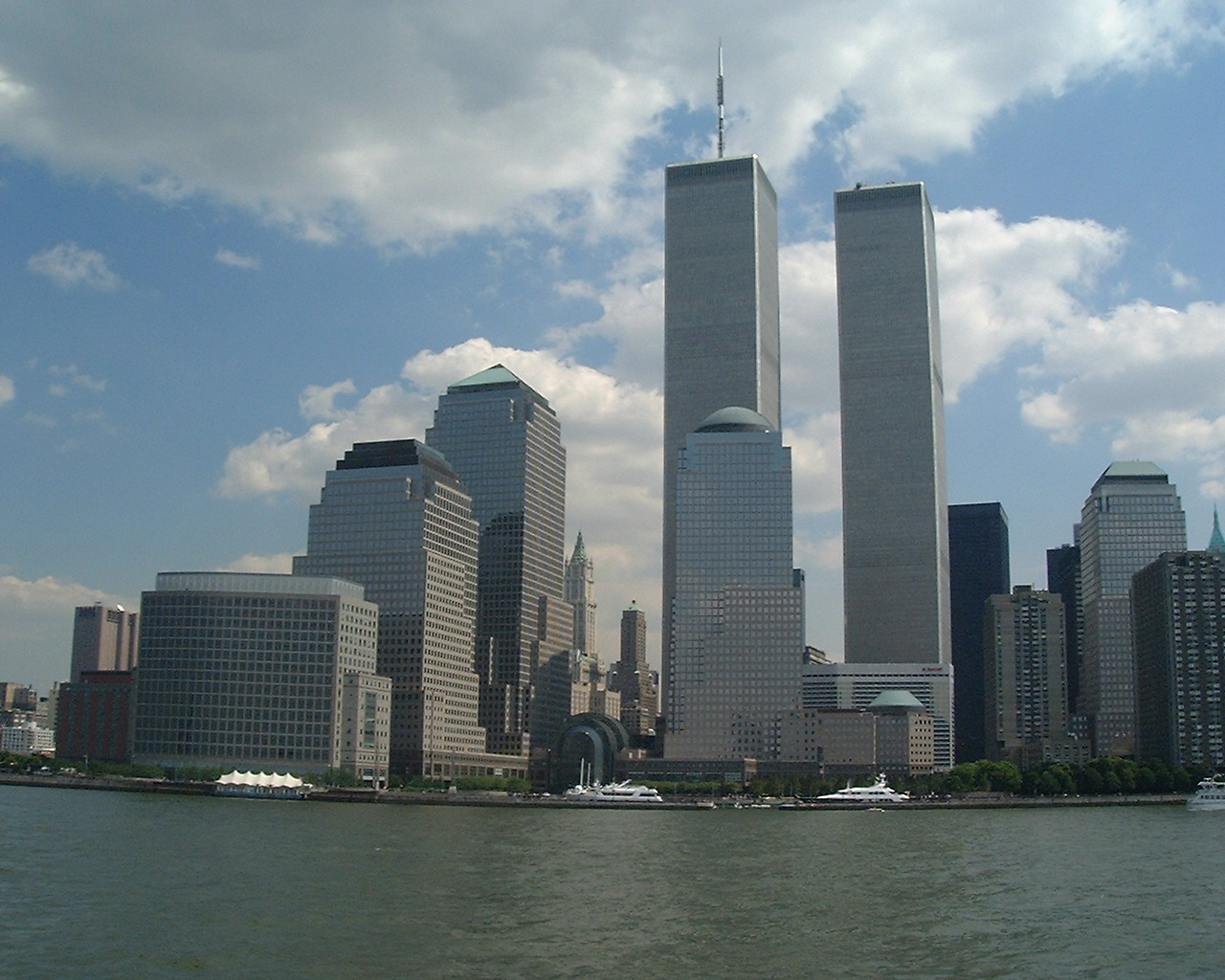
As torres do World Trade Center foram um dos símbolos da prosperidade e do poder econômico dos Estados Unidos na década de 1990.

Uma combinação de elementos como o desenvolvimento tecnológico, a popularização da internet e a politica econômica chefiada por Alan Greenspan podem ter contribuído para o país a ter esse grande crescimento; outro motivo pode ter sido a criação do Nafta em 1992 que ajudou os EUA a aumentar a venda de seus produtos no Canadá e no México.
| Ano  | Crescimento | Superavit/Deficit  | Empregos criados | PIB               | Presidente       |
| ---- | ----------- | ------------------ | ---------------- | ----------------- | ---------------- |
| 1990 | 1,86%       | -USS 221,1 bilhôes | 311.000          | US$ 8.7 trilhões  | George H.W. Bush |
| 1991 | -0.26%      | -US$ 269,3 bilhões | 858.000          | US$ 9.0 trilhões  | George H.W. Bush |
| 1992 | 3,40%       | -US$ 290,4 bilhões | 1.154.000        | US$ 9.3 trilhões  | George H.W. Bush |
| 1993 | 2,87%       | -US$ 255,1 bilhões | 2.788.000        | US$ 9.6 trilhões  | Bill Clinton     |
| 1994 | 4,11%       | -US$ 203,2 bilhões | 3.851.000        | US$ 10.0 trilhões | Bill Clinton     |
| 1995 | 2,55%       | -US$ 164,0 bilhões | 2.153.000        | US$ 10.2 trilhões | Bill Clinton     |
| 1996 | 3,79%       | -US$ 107,5 bilhões | 2.794.000        | US$ 10.7 trilhões | Bill Clinton     |
| 1997 | 4,51%       | -US$ 22,0 bilhões  | 3.355.000        | US$ 11.1 trilhões | Bill Clinton     |
| 1998 | 4,40%       | US$ 69,2 bilhões   | 3.002.000        | US$ 11.7 trilhões | Bill Clinton     |
| 1999 | 4.87%       | US$ 125,6 bilhões  | 3.174.000        | US$ 12.3 trilhões | Bill Clinton     |
| 2000 | 4.17%       | US$ 236,4 bilhões  | 1.948.000        | US$ 12.6 trilhões | Bill Clinton     |
| 2001 | 2.18%       | US$ 128,2 bilhões  | 1.761.000        | US$ 12.7 trilhões | George W. Bush   |
| 2002 | 3.77%       | -US$ 157,7 bilhões | 545.000          | US$ 12.9 trilhões | George W. Bush   |